# BBC Two
BBC Two (indtil 1997 benævnt BBC2) er BBC's anden tv-kanal og den tredje kanal i det jordbaserede sendenet i Storbritannien. Kanalen blev grundlagt 20. april 1964, ved hvilken lejlighed den allerede eksisterende kanal fik navnet BBC One. I 1967 var BBC Two den første tv-kanal i Europa, der regelmæssigt sendte udsendelser i farver. BBC Two er i lighed med BBC's øvrige kanaler reklamefrie og finansieret af staten. Den kan officielt ikke modtages udenfor Storbritannien; dog kan det lade sig gøre at modtage kanalen i Danmark og Sverige via en stor parabolantenne.
Programudbuddet på BBC Two henvender sig til et smallere publikum end flagskibet BBC One. Kanalen sender bl.a. fakta, dokumentarer, videnskab, drama og undervisning. Undertiden bliver populære programmer, der startede på BBC Two, flyttet til BBC One. Det er bl.a. sket for Little Britain og Graham Norton Show. 